# 工業化学科
工業化学科（こうぎょうかがくか）は、化学工業において物質を製造する工業化学を学術研究し教授している化学あるいは工学の学科である。
工業高等学校や工業高等専門学校、かつて広く設置されていた工業短期大学も工業化学科の名称が学科名に使用されている。

## 工業化学科を持つ大学・学部
- 東京理科大学工学部

## 工業化学科を持っていた大学・学部

### 国公立
- 東京大学工学部工業化学科→化学・生命系化学システム工学科/化学生命工学科
- 京都大学工学部工業化学科→理工化学科
- 神戸大学工学部工業化学科→応用化学科
- 千葉大学工学部工業化学科→総合工学科物質科学コース/共生応用化学コース
- 東京農工大学工学部工業化学科→化学物理工学科
- 名古屋工業大学工学部第一部工業化学科→生命・応用化学科
- 京都工芸繊維大学工芸学部工業化学科→工芸科学部生体分子応用化学課程/高分子機能工学課程/物質工学課程
- 九州工業大学工学部工業化学科→工学4類応用化学科
- 岡山大学工学部工業化学科→化学生命系学科
- 信州大学工学部工業化学科→物質化学科
- 熊本大学工学部工業化学科→物質生命化学科
- 茨城大学工学部工業化学科→物質科学工学科(旧マテリアル工学科・旧生体分子機能工学科)応用化学プログラム
- 山口大学工学部工業化学科→応用化学科
- 鳥取大学工学部工業化学科→化学バイオ系学科
- 室蘭工業大学工学部工業化学科→応用理化学系学科
- 東京都立大学 (1949-2011)工学部工業化学科→東京都立大学都市環境学部環境応用化学科
- 浪速大学（現・大阪府立大学#学域・学類）工学部工業化学科→工学域物質化学系学類→大阪公立大学工学部応用化学科

### 私立
- 東京理科大学理工学部工業化学科→創域理工学部先端化学科
- 明治大学工学部工業化学科→理工学部応用化学科
- 中央大学理工学部工業化学科→応用化学科
- 同志社大学理工学部工業化学科→機能分子・生命化学科/化学システム創成工学科
- 日本大学理工学部工業化学科→物質応用化学科
- 千葉工業大学工学部工業化学科→生命環境科学科
- 東京工芸大学工学部工業化学科→応用化学科
- 中部大学工学部工業化学科→応用化学科
- 東海大学工学部工業化学科→応用化学科
- 関東学院大学工学部工業化学科→物質生命科学科